# Bröllopstårta

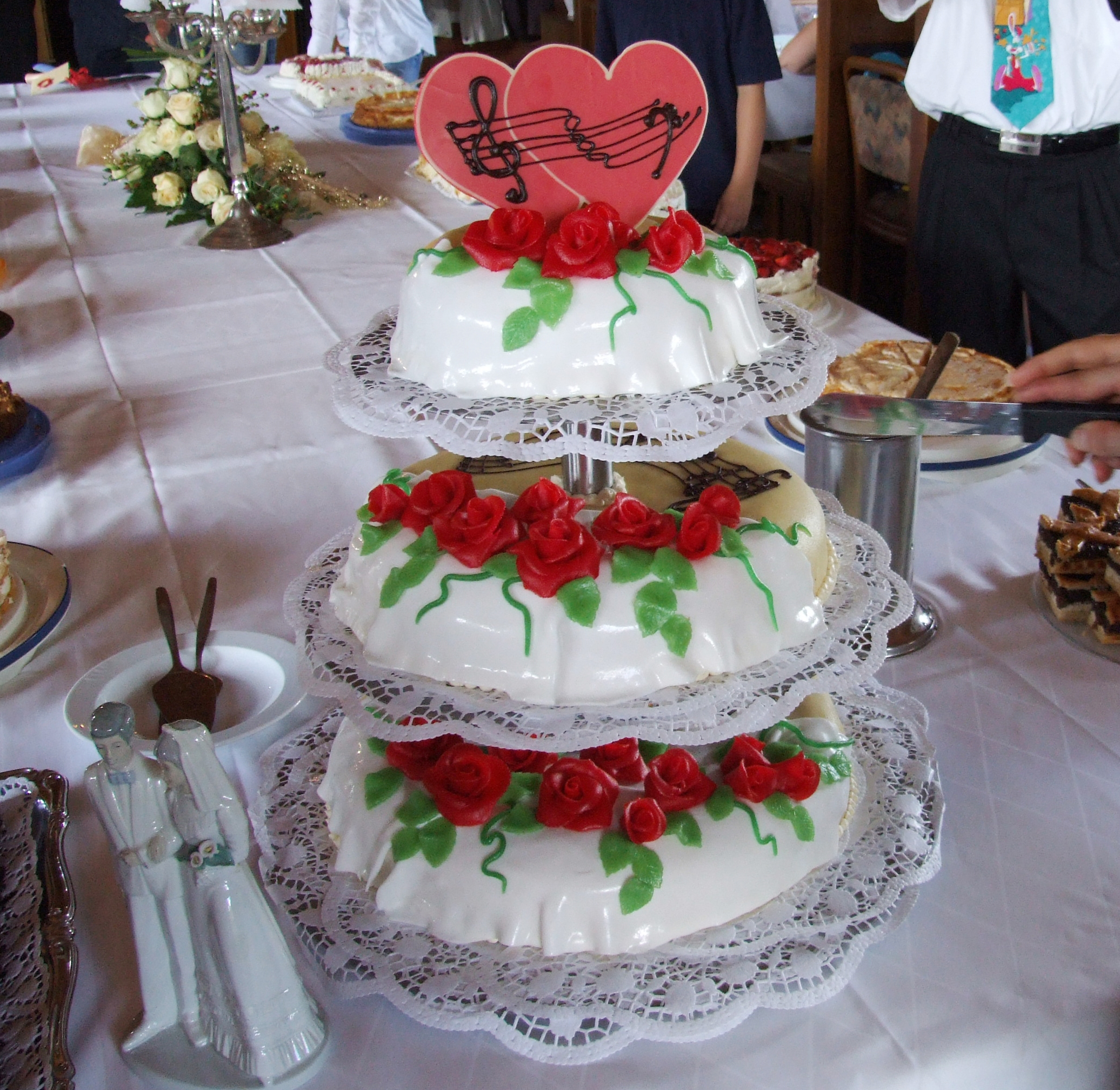
Bröllopstårta

En bröllopstårta serveras traditionellt till gästerna på en bröllopsfest efter en vigsel. I modern västerländsk kultur används oftast stora tårtor, i flera nivåer, och kraftigt dekorerade med glasyr, ibland över ett lager av marsipan eller sockerglasyr, toppat med en liten staty som föreställer ett bröllopspar. Att uppnå en tät, hållbar tårta som kan stödja dekorationer samtidigt som den är ätbar kan anses vara en symbol för konditorns konst och skicklighet.
Traditionen med bröd på bröllop kan spåras till den romerska antiken, då gästerna gav stora, runda brödkakor till bröllopsparet. Brödet ansågs skänka lycka till äktenskapet. Det kunde bli många bröd, som lades ovanpå varandra. Bröden brukade vara smaksatta med honung och fikon. De smordes till en början in med ister men snart byttes seden ut mot socker. Under 1600-talet serverades pajer på bröllop, men på 1700-talet slog spettekakan igenom, vilket också var kung Adolf Fredriks favoritkaka. Tårtan som bakverk uppkom på 1800-talet. Den moderna bröllopstårtan uppfanns på 1900-talet, i England och USA. Då började man också göra krokaner som bröllopstårtor.